# Рју Мураками
Рју Мураками (јап. 村上 龍; Сасебо 19. фебруар 1952) јапански је писац, есејиста и филмски режисер. У својим романима Мураками истражује људску природу кроз теме разочарања, употребе дроге, надреализма, убиства и рата, осликавајући тамну страну јапанског друштва. Омиљени је писац свог познатог презимењака Харукија.

## Стваралаштво
Неки од његових најпознатијих романа су:
- Плаво, готово прозирно (1976)
- Караоке страве (1994)
- Аудиција (1997)
- У мисо супи (1997)